# سبينوفوروصور
السبينوفوروصور (الاسم العلمي: Spinophorosaurus)، جنس منقرض من ديناصورات سحليات الأرجل، وقد عاشت خلال العصر الجوراسي الأوسط في المنطقة التي تعرف حاليا بالنيجر. تم تنقيب في أول عينتين في العقد 2000 بواسطة فريقين ألماني وإسباني في ظل ظروف صعبة. وقد تم إحضار الهياكل العظمية منها إلى أوروبا وتم نسخها رقميا، مما يجعل السبينوفوروصور أول سحليات أرجل يطبع هيكله العظمي بالأبعاد الثلاثة، وكان من المقرر إعادتهم إلى النيجر في المستقبل.